# Cees Groot
Cees Groot (Zaandijk, 29 juni 1932 – Winterberg, 13 maart 1988) was een Nederlands voetballer, die onder andere uitkwam voor Heerenveen, Stormvogels, Ajax en FC Zaanstreek.

## Carrière
Cees Groot is als voetballer begonnen bij de club Zaandijk. In 1956 tekende hij bij Heerenveen. Een jaar later verhuisde de semi-prof naar Stormvogels waar hij samen speelde met zijn zes jaar jongere broer Henk Groot. Overdag werkte hij in de metaalindustrie. De broers Groot maakten zo veel indruk bij de Stormvogels dat ze in 1959 beiden tekenden bij Ajax. Cees Groot was een fysiek sterke spits en goed in de lucht, maar weinig sierlijk en technisch. Hij had vooral talent voor het maken van doelpunten. In zijn eerste seizoen scoorde hij 29 doelpunten in de competitie, zijn broer Henk maakte er 38. Samen waren ze goed voor meer dan de helft van de doelpunten van Ajax in dat seizoen, en werden ze derde en eerste op de topscorerlijst van de competitie. Henk Groot vestigde een jaar later een record met 41 doelpunten in de competitie. Cees Groot maakte in zijn carrière 100 doelpunten in de competitie voor Ajax, waarmee hij elfde is op de topscorerlijst aller tijden van de club.
In 1964 verruilde Groot Ajax voor het nieuw gevormde FC Zaanstreek. In mei 1967 vertrok hij in navolging van Co Prins naar de Verenigde Staten voor een buitenlands avontuur bij de Pittsburgh Phantoms. In augustus 1967 keerde hij terug naar Nederland en meldde hij zich bij amateurclub Zaandijk. Omdat Groot was uitgekomen voor de niet-erkende Amerikaanse voetbalbond National Professional Soccer League (NPSL), werd hij door de KNVB geroyeerd, wat inhield dat hij niet als voetballer of trainer in het Nederlandse voetbal aan de slag kon gaan. In februari 1968 besloot de KNVB het royement met ingang van 1 juni 1968 op te heffen. Groot mocht uiteindelijk zelfs vanaf begin maart weer uitkomen voor Zaandijk. In zijn eerste wedstrijd brak hij echter een been en was hij opnieuw voor maanden uitgeschakeld.
Na zijn actieve loopbaan als voetballer werd Groot sportleraar bij onder meer het huis van bewaring nabij het Leidseplein in Amsterdam. Daarna keerde hij terug naar de voetbalwereld en is uiteindelijk jeugdtrainer geworden bij Ajax. Hij overleed in 1988 tijdens een wintersportvakantie in het Duitse Winterberg aan een acute hartstilstand.

## Carrièrestatistieken
| Seizoen         | Club                | Land             | Competitie       | Competitie | Competitie | Beker | Beker | Internationaal | Internationaal | Overig | Overig | Totaal | Totaal |
| Seizoen         | Club                | Land             | Competitie       | Wed.       | Dlp.       | Wed.  | Dlp.  | Wed.           | Dlp.           | Wed.   | Dlp.   | Wed.   | Dlp.   |
| --------------- | ------------------- | ---------------- | ---------------- | ---------- | ---------- | ----- | ----- | -------------- | -------------- | ------ | ------ | ------ | ------ |
| 1956/57         | Heerenveen          | Nederland        | Tweede divisie A | 28         | 27         | 2     | 0     | 0              | 0              | 0      | 0      | 30     | 27     |
| 1957/58         | Stormvogels         | Nederland        | Eerste divisie B | 28         | 22         | –     | 2     | 0              | 0              | 0      | 0      | –      | 24     |
| 1958/59         | Stormvogels         | Nederland        | Eerste divisie B | 27         | 11         | –     | –     | 0              | 0              | 0      | 0      | 27     | 11     |
| 1959/60         | Ajax                | Nederland        | Eredivisie       | 34         | 29         | –     | –     | 0              | 0              | 0      | 0      | 34     | 29     |
| 1960/61         | Ajax                | Nederland        | Eredivisie       | 13         | 8          | 6     | 6     | 1              | 2              | 0      | 0      | 20     | 16     |
| 1961/62         | Ajax                | Nederland        | Eredivisie       | 27         | 23         | –     | 2     | 2              | 0              | 0      | 0      | –      | 25     |
| 1962/63         | Ajax                | Nederland        | Eredivisie       | 20         | 18         | –     | 0     | 0              | 0              | 0      | 0      | –      | 18     |
| 1963/64         | Ajax                | Nederland        | Eredivisie       | 26         | 22         | –     | 5     | 0              | 0              | 0      | 0      | –      | 27     |
| 1964/65         | FC Zaanstreek       | Nederland        | Tweede divisie A | 29         | 11         | –     | 0     | 0              | 0              | 0      | 0      | –      | 11     |
| 1965/66         | FC Zaanstreek       | Nederland        | Tweede divisie A | 24         | 13         | –     | 1     | 0              | 0              | 0      | 0      | –      | 14     |
| 1966/67         | FC Zaanstreek       | Nederland        | Eerste divisie   | 14*        | 8          | –     | 0     | 0              | 0              | 0      | 0      | –      | 8      |
| 1967            | Pittsburgh Phantoms | Verenigde Staten | NPSL             | –          | –          | –     | –     | 0              | 0              | 0      | 0      | –      | –      |
| Carrière totaal | Carrière totaal     | Carrière totaal  | Carrière totaal  | –          | –          | –     | 16    | 3              | 2              | 0      | 0      | –      | –      |

## Erelijst
Ajax
| Nationaal                  |    |         |
| Eredivisie                 | 1x | 1959/60 |
| KNVB beker                 | 1x | 1960/61 |
| Internationaal             |    |         |
| International Football Cup | 1x | 1961/62 |

## Trivia
- Ook zijn broers Henk en Rob waren profvoetballers.